# Ісаак Добринський
Ісаак Добринський (фр. Isaac Dobrinsky; 7 березня 1891, Макарів, Київська округа, Російська імперія — 5 січня 1973, Париж, Франція) — польсько-французький скульптор і живописець.

## Раннє життя
Ісаак Добринський народився 1891 року у місті Макарові Київської губернії, нині в Україні. Його батько був релігійгим євреєм. Тому він сам виховувався традиційним чином: навчався в «Хедері» (єврейська початкова школа) та в «Єшиві» (єврейська середня школа). Його завжди приваблювало мистецтво. Після раптової смерті батька Ісаак переїхав до Києва, щоб вивчати скульптуру.

## Освіта та кар'єра
Добринський прожив у Києві шість років. Він почав ліпити фігурки з теракоти і вступив до художньої школи Сабатовського. У цей період він працював комірником на заводі консервних банок. У 1912 році виграв премію за свою скульптуру, що дозволило йому переїхати до Парижа, де він жив до своєї смерті в 1973 році
Після прибуття до Франції він потоваришував зі скульптором Мареком Шварком та художником Хаймом Сутіном, які допомогли йому оселитися в Парижі та поділилися з ним власною майстернею. Добринський через рік відмовився від скульптури на користь живопису. Його перша картина була показана в Осінньому салоні через кілька місяців.
У 1914 році він приєднався до Французького іноземного легіону, але незабаром був звільнений після лікування.
Потім повернувся до Парижа і відвідав Академію Колароссі, де познайомився з Вірою Кремер (її батько, Аркадій Кремер, був засновником Бунду, єврейської соціалістичної партії у Східній Європі). Вони одружилися в 1926 році.
У 1934 році Ісаак Добринський переїхав до більшої студії на Монпарнасі, а протягом кількох наступних років зробив великий прорив у мистецтві. Це були щасливі дні для молодої пари, сповненої творчості. Але Друга світова війна поклала край цій гармонії. У перші два роки німецької окупації Добринський з родиною залишився в Парижі, але 1942 року, щоб уникнути депортації, вони втекли до невеликого села Дордонь.
У 1944 році, після звільнення, Добринський повернувся до Парижа, де побачив, що залишені ним скульптури були знищені. У 1950 році Серж та Рейчел Плудермахери (засновники будинку-сироти) його запросили написати портрети дітей в їх закладі. Протягом двох років Добринський працював над сорока портретами юнаків та дівчат.
Добринський говорив: «Я не хочу бути успішним, я просто хочу зрозуміти таємницю творення». Ті, хто знав Добринського, кажуть, що в його живописі було щось майже релігійне: дуже інтимне і дещо меланхолічне.
Навіть незважаючи на те, що протягом останніх років у він хворів га серцеву недостатність, він ніколи не припиняв малювати, і завжди багато працював. Коли помер у 81-річному він працював над натюрмортом.